# Wenn das die Nachbarn wüßten
Wenn das die Nachbarn wüssten ist eine Fernsehserie, die der Österreichische Rundfunk gemeinsam mit der ARD produzierte. Insgesamt entstanden zwischen 1990 und 1991 12 Folgen à 50 Minuten. Regie führte  Peter Hajek, das Buch stammt ebenfalls von Hajek und Peter Moser.

## Inhalt
Der Reisebüroangestellte Chris Wächter, die Schaufensterdekorateurin Lilo Flohr sowie die Souffleuse Susi Hollein und ihre Enkelin Billy werden in einem Kaufhaus irrtümlich für eine Familie gehalten und gewinnen als „zehnmillionste Kundenfamilie“ ein Traumhaus. Um den Gewinn behalten zu können, arrangieren sich die vier Hauptdarsteller und spielen dem Kaufhaus in der Folge eine heile Familie vor, während das Kaufhaus die „Familie“ für Werbezwecke nutzt. Schließlich verlieben sich Lilo und Chris ineinander und die  „Wächters“ werden eine echte Familie. Das Verwirrspiel wird durch die neugierigen Nachbarn, den Werbeleiter Kaminski und die echte Ehefrau von Chris komplettiert.

## Die Episoden
- 1. Folge: Haus sucht Familie
- 2. Folge: Man wohnt immer neben wem
- 3. Folge: Was denn, wo denn, wie denn?
- 4. Folge: Rien ne va plus
- 5. Folge: Vater mit beschränkter Haftung
- 6. Folge: Fast eine Familie
- 7. Folge: Eheschließung Wächter, bitte
- 8. Folge: Ein Pferd namens Kaminski
- 9. Folge: Danke, danke, danke
- 10. Folge: Feuer am Dach
- 11. Folge: In guten und in bösen Tagen
- 12. Folge: Fugu für Kobayashi-San

## Drehorte
Gedreht wurde hauptsächlich in Wien und Umgebung, daher tauchen in der Serie einige markante Punkte von Wien auf. Es gibt aber auch „Exkurse“ in das Hotel Panhans auf den Semmering in Folge 4, auf eine Ballonfahrt in der Steiermark in Folge 10 und in der letzten Episode in ein Fugu-Lokal nach Tokio.
Als Kaufhaus ist in der Serie deutlich das ehemalige Kaufhaus Herzmansky auf der Wiener Mariahilfer Straße / Stiftgasse vor der Eröffnung der Linie U3 mit kreuzenden Straßenbahnen im Vordergrund  zu erkennen. Als Anschrift des Traumhauses wird die Klosterneuburger Schubertstraße erwähnt, die tatsächlich existiert. Ferner zu sehen ist der Schwarzenbergplatz, wo sich das Reisebüro und somit der Arbeitsplatz von Chris Wächter befindet, das Burgtheater, wo „Omi“ Gusti Wolf als Souffleuse arbeitet, sowie das Akademische Gymnasium, wo Billys Freund zur Schule geht. Außerdem tauchen der Donaukanal und der Vergnügungspark Prater auf.